# Ñiquén
Ñiquén es una comuna de Chile, de la provincia de Punilla, ubicada en el norte de la Región de Ñuble, en la zona central de Chile. su capital es el poblado de San Gregorio de Ñiquén. Geográficamente está delimitada por los ríos Perquilauquén por el norte y el Ñiquén por el sur. Con poco más de once mil habitantes, su actividad principal es la agricultura, entre las que sobresale el cultivo de arroz y la recolección de camarones de tierra en invierno.
Limita al norte con Parral, al oeste con Cauquenes (ambas en la Región del Maule), al sur con San Carlos y al este con San Fabián.

## Historia

### Antecedentes
En estas tierras vivieron en tiempos prehispanos comunidades preagroalfareras y mapuches, los primeros con manifestaciones culturales rústicas, dejaron como testimonio de algunas de sus actividades y por ende, de su existencia, numerosas catancuras (piedras-horadadas) encontradas por el arado o por el azadón después de varios siglos, en numerosos sectores, especialmente cerca del río Perquilauquén, los segundos (mapuches) llamados pichunches, según referencias verbales de ancianos de San Gregorio, hasta el siglo XIX hubo reducciones en los sectores de Paque y en Colvindo, donde además de catancuras, han sido halladas varias piedras de moler y fragmentos de vasijas de greda antiguas.

### Fundación
La comuna fue fundada el 12 de septiembre de 1866 por el latifundista Don Gregorio Caro de San Miguel quien donó parte de sus vastos terrenos para la construcción de la capital de esta comuna que concentra la mayor actividad económica y social. Don Gregorio Caro de San Miguel nacido en marzo de 1824 pertenecía a una antigua y aristocrática familia de la provincia, que poseía gran parte de los territorios que componen las actuales comunas de Ñiquén, San Fabián y San Carlos. Su padre fue Don Domingo Caro Suárez y Zañartu, quien poseía terrenos principalmente en la Hacienda San Miguel de Buli, y su madre Doña Isabel de San Miguel y Urriticoechea, que provenía de una importante familia realista española de capitanes de ejército que poseía extensas encomiendas en el sur del país. 
La municipalidad de San Gregorio se creó con fecha 4 de septiembre de 1869. Administrativamente quedó bajo la jurisdicción del Departamento de San Carlos y sus dependencias edilicias junto a oficinas se radicaron en la capital comunal de San Gregorio. En el censo de 1875 se menciona a San Gregorio (pueblo) como una aldea de 186 pobladores, mientras que para el año 1895 la subdelegación de San Gregorio poseía una población de 4.398 habitantes.
En el año 1927 las oficinas edilicias se trasladaron a una casa en la localidad de Ñiquén. Anteriormente se había decretado la disolución de las municipalidades de todo el país, reemplazándolas por Juntas Vecinales encabezadas por un alcalde y cinco miembros de vecinos destacados. La razón de este traslado se desconoce, pero es probable que haya sido debido a la proximidad con la estación de Ferrocarriles que funcionaba en la localidad desde finales del siglo XIX.
En el año 1931 la Municipalidad cambió su nombre de San Gregorio por el actual, Ñiquén. El motivo fue evitar confusiones con otras localidades homónimas del país. En el censo de 1930 ya se denomina a la comuna con el nombre de Ñiquén. En ese año la comuna contaba con los distritos de Tinguilemo, Agua Buena, Buli, Millauquén, Ñiquén, Colliguay, Perquilauquén, Palqui, Peñuelas y Rosario. Se contabilizaron 11.955 habitantes en 2988 viviendas. 
En 1934 se regularizó la constitución de las Municipalidades, estableciendo la apertura de registros electorales especiales y concediendo el voto municipal a la mujer. Coincidente con la nueva disposición administrativa, las dependencias edilicias volvieron a San Gregorio, instalándose en casas particulares cercanas a la Plaza de Armas.

### Terremoto de 1939
El terremoto de Chillán de 1939 destruyó gran parte de las viviendas de la comuna de Ñiquén. El gobierno de Pedro Aguirre Cerda hizo un aporte de $ 600 000 al municipio, dinero que se empleó para la construcción de un edificio municipal, cuyo diseño fue realizado por Harold Roger. El nuevo edificio fue inaugurado en el año 1942. En 1941 la señorita Semiramis Caro, solicitó al presidente Aguirre Cerda la cesión de un terreno al sur de la Plaza de Armas y la construcción de una escuela definitiva para la comuna. El trámite tuvo éxito y así en 1945 fue inaugurada la Escuela Mixta N° 11.

### "El Águila"
El 16 de octubre de 1974 en la localidad de Mallocavén situada al interior de la comuna de Ñiquén, dos Cabos 1° de Carabineros del retén Ñiquén, Hugo Monroy y Raúl Sepúlveda fueron asesinados por un cuatrero llamado Rogelio Hernández, alias “El Águila”, cuando intentaban detenerlo en una casa donde el fugitivo delincuente participaba en un bacanal. Luego del asesinato, el cuatrero escapó hacia los cerros de la Cordillera de la Costa. Fue intensamente buscado durante seis días por efectivos de Carabineros y del Ejército. Finalmente el día 24 de octubre fue encontrado en las cercanías de Parral, “El Águila” se rehusó a ser detenido y se quitó la vida con un tiro en la sien.

### Terremoto de 2010
La proximidad con el epicentro del gran Terremoto de Chile de 2010 provocó la destrucción total o parcial de muchas de las viviendas típicas de la comuna de Ñiquén, la mayoría de adobe y teja chilena. En la capital comunal, San Gregorio, la parroquia de San Gregorio Magno se derrumbó completamente y la Municipalidad quedó con graves daños. También algunas casas históricas quedaron inutilizables, como la que perteneció al fundador de la comuna, Don Gregorio Caro. Muchas viviendas en sectores rurales tuvieron que ser demolidas también ya que representaban riesgo de derrumbe. Sin embargo, el terremoto fue una oportunidad para que la comuna creciera y se modernizara. Se construyó una nueva Municipalidad en reemplazo del edificio antiguo que fue demolido en el año 2011. La Plaza de Armas también fue completamente remodelada. Muchos caminos rurales de la comuna han sido pavimentados en los últimos años.

## Medio ambiente

### Geografía

Trazado simplificado de los ecosistemas y cuerpos de agua presentes en la comuna de Ñiquén.

La comuna de Ñiquén se encuentra emplazada en las unidades geomorfológicas de Llano central fluvio-glacio-volcanico y Precordillera; y presenta según la clasificación climática de Köppen clima mediterráneo de lluvia invernal (Csb). Esta además se halla en la cuenca hidrográfica de río Maule. Además, la comuna posee diversos cuerpos de agua, entre los que se destacan el río Catillo, río Niquen, río Ñiquén y río Perquilauquen.

### Componentes bióticos
Dentro del territorio de la comuna se pueden hallar los siguientes ecosistemas:
- Bosque caducifolio mediterráneo andino donde predominan Nothofagus glauca y Nothofagus obliqua
- Bosque esclerófilo mediterráneo andino donde predominan Lithrea caustica y Lomatia hirsuta
- Bosque esclerófilo mediterráneo interior donde predominan Lithrea caustica y Peumus boldus
- Bosque espinoso mediterráneo interior donde predominan Acacia caven y Lithrea caustica

### Medidas de protección ambiental y conflictos socioambientales
Hasta 2022, la comuna de Ñiquén no cuenta con áreas territoriales destinadas a la protección ambiental.

## Demografía
En el censo de 2017, la comuna de Ñiquén tenía una población de 11 152 habitantes y una densidad poblacional de 22,6 hab/km².

### Localidades
Localidades con sus respectivos habitantes correspondientes al censo de 2002:
- San Gregorio de Ñiquén, capital comunal, 1143 habitantes.
- Zemita, 770 habitantes.
- Virgüín, 607 habitantes.
- Chacay, 433 habitantes.
- San Roque, 309 habitantes.
- Ñiquén, 307 habitantes, antigua capital de la comuna.
- Buli, 189 habitantes.
- Colvindo, 152 habitantes.
- El Rincón Grande, 126 habitantes.
- Bucalemu, 101 habitantes.
- El Rincón, 88 habitantes.
- La Esperanza, 82 habitantes.
- San Jorge, 26 habitantes
- Las Rosas
- Huenutil del Peumo
- Huenutil de la Cabrería
- Los Maitenes
- Paque
- Llahuimavida
- Mallocavén
- Flor de Ñiquén
- Las Miras
- Canchiuque

## Administración

### Municipalidad
La Ilustre Municipalidad de Ñiquén está conformada por el alcalde Alex Valenzuela Sánchez (RN) y los concejales Alexis Méndez Uribe, John Sepúlveda Salazar, José Mercado Fuentes, Juan Burgos Labrín y Marco Valero Jeldres.

## Economía
En 2018, la cantidad de empresas registradas en Ñiquén fue de 105. El Índice de Complejidad Económica (ECI) en el mismo año fue de -0,61, mientras que las actividades económicas con mayor índice de Ventaja Comparativa Revelada (RCA) fueron Otras Explotaciones de Animales (359,19), Cultivo Forrajeros en Praderas Naturales (129,64) y Servicios de Transporte Escolar (75,37).

### Producción agropecuaria
La comuna posee una variada producción agropecuaria en forma similar al resto de la Región de Ñuble, aunque no se compara con la enorme producción de antaño en las haciendas Virgüin y Zemita. 
La principal producción comunal está constituida por la remolacha, arroz, porotos y trigo. En menor proporción también se encuentran la lenteja, las papas y el maíz. En las últimas décadas también se ha destacado la producción frutícola y hortícola destinada a la exportación. En la temporada de verano se cosechan grandes cantidad de berries, que da origen al Festival del Berries, otrora Festival de la Mora, donde se presentan una variedad de artistas chilenos y extranjeros.
En época de otoño e invierno se cosechan los camarones de tierra, que son ofrecidos a los viajeros en plena carretera, razón por la cual la comuna es famosa. La extracción del camarón constituye una importante fuente de ingreso a las familias rurales de la comuna. También se realiza el Festival del Camarón, de carácter folclórico y en el cual se presentan varias canciones y un jurado premia a la mejor de todas. En los últimos años han asistido como invitados grandes artistas nacionales tales como Tito Fernández, Los Tres y Los Vikings 5. Además se realizan competencias donde se premia al camaronero que extraiga el espécimen más grande y al competidor que saque la mayor cantidad de camarones. En materia artesanal destaca la confección de mantas y frazadas de lana de oveja. La vitivinicultura se desarrolla en el sector poniente de la comuna.

## Servicios públicos
En San Gregorio se encuentra la única biblioteca pública de la comuna, creada el 29 de marzo de 1985.

## Cultura

### Fiestas tradicionales
Una de las festividades más importantes es la Fiesta del Camarón, la cual se efectúa entre julio y agosto. En dicha ocasión se realizan variadas competencias, degustaciones de platos de camarón, además de una típica feria artesanal. Otra actividad importante es la competencia del camarón, en que se premia al recolector individual, que más camarones extraiga en un terreno y tiempo predeterminado.
En febrero de cada año se realiza el Festival del Berries. Desde el año 2015 se realiza en modalidad de Carnaval de Verano, donde cada fin de semana hay espectáculos y actividades en distintas localidades de la comuna. 
Tal como en otras comunas, en el verano se realizan las "semanas" de cada sector. Estas fiestas incluyen campeonatos de fútbol semanales y un espectáculo final donde se invitan a orquestas de música popular.

## Lugares de interés

### Localidad de Zemita
Está ubicada a 25 km de San Gregorio. Es un sector rural en donde alrededor de 1500 habitantes mantienen vivas las tradiciones campesinas. También existen vestigios de la antigua hacienda de Zemita y de la Iglesia Parroquial Inés Errázuriz, que fue construida entre los años 1942 y 1945.

### Balneario Las Tomas
Es una pequeña laguna que se ubica a 2 kilómetros de San Gregorio. En el verano de 2015 la Municipalidad puso arena en todo el perímetro para que tuviera aspecto de mini-playa.

### Calvario de Bucalemu
Es un calvario que se encuentra camino a la Casa Patronal de Bucalemu y a 1 km de San Gregorio.

### Huenutil del Peumo
Localidad conocida también como "El Tranque", por la existencia de una laguna, también en este sector se ubica una rueda de agua, está cerca de la salida hacia el camino de Ñiquén, la rueda se utiliza para riegos de arroz.

### Virgüin
Este sector de la comuna tiene una importancia histórica y es donde se ubica una hacienda que data del siglo XVIII.

## Medios de comunicación

### Radioemisoras
FM
- 92.7 MHz - Radio Punilla
- 98.9 MHz - Radio Interactiva
- 107.3 MHz - Radio La Voz de San Gregorio